# Kościelnica (gmina)
Kościelnica (alt. Kostelnica) – dawna gmina wiejska istniejąca do 1937 roku w woj. łódzkim (II Rzeczpospolita). Siedzibą władz gminy była Kościelnica (obecnie dzielnica Uniejowa).
W okresie międzywojennym gmina Kościelnica należała do powiatu tureckiego w woj. łódzkim. Gminę zniesiono 1 października 1937 roku w związku z reformą gminną przeprowadzoną na terenie powiatu tureckiego w 1937 roku, polegającą na zniesieniu 16 gmin wiejskich, a w ich miejsce utworzeniu 7 nowych. Obszar zniesionej gminy Kościelnica wszedł w skład nowej gminy Orzeszków; część obszaru przyłączono także do gminy Niewiesz.